# Обсерватория Сан-Витторе
Обсерватория Сан Виторро — астрономическая обсерватория в итальянском городе Болонья. Обсерватория расположена на высоте 280 метров над уровнем моря и оснащена телескопами системы Ньютона с диаметром зеркал 0,45 метра.

## Руководство
- Ermes Colombini

## Инструменты
- 450mm f/3.5 Newton + SBIG St6

## Достижения
- За период с 1980 по январь 2010 года в этой обсерватории было обнаружено 98 астероидов[1].

## Наблюдатели
- G. Sassi, C. Vacchi (1916-1999), R. Di Luca, G. Sette

## Адрес
- Via S. Vittore, 44 40136 Bologna